# Chlorocypha ghesquierei
Chlorocypha ghesquierei är en trollsländeart som beskrevs av Fraser 1959. Chlorocypha ghesquierei ingår i släktet Chlorocypha och familjen Chlorocyphidae. IUCN kategoriserar arten globalt som otillräckligt studerad. Inga underarter finns listade i Catalogue of Life.